# Feistritz bei Knittelfeld
Feistritz bei Knittelfeld ist ein Dorf und eine Ortschaft sowie unter dem Namen Feistritz eine Katastralgemeinde der Gemeinde Sankt Marein-Feistritz. Bis Ende 2014 war Feistritz bei Knittelfeld eine eigenständige Gemeinde mit 784 Einwohnern (Stand: 31. Oktober 2013)
im Bezirk Murtal, Gerichtsbezirk Judenburg des österreichischen Bundeslandes Steiermark. Seit 2015 ist sie im Rahmen der steiermärkischen Gemeindestrukturreform mit der Gemeinde Sankt Marein bei Knittelfeld zusammengeschlossen. Die neue Gemeinde trägt den Namen „Sankt Marein-Feistritz“.

## Geografie

### Gemeindegliederung
Das Gemeindegebiet umfasste folgende drei Ortschaften (in Klammern Einwohnerzahl Stand 1. Jänner 2024):
- Altendorf (195)
- Feistritz bei Knittelfeld (664)
- Moos (6)

Die Gemeinde bestand aus der einzigen Katastralgemeinde Feistritz.

### Ehemalige Nachbargemeinden
| St. Marein bei Knittelfeld | Kraubath an der Mur                         | Kraubath an der Mur          |

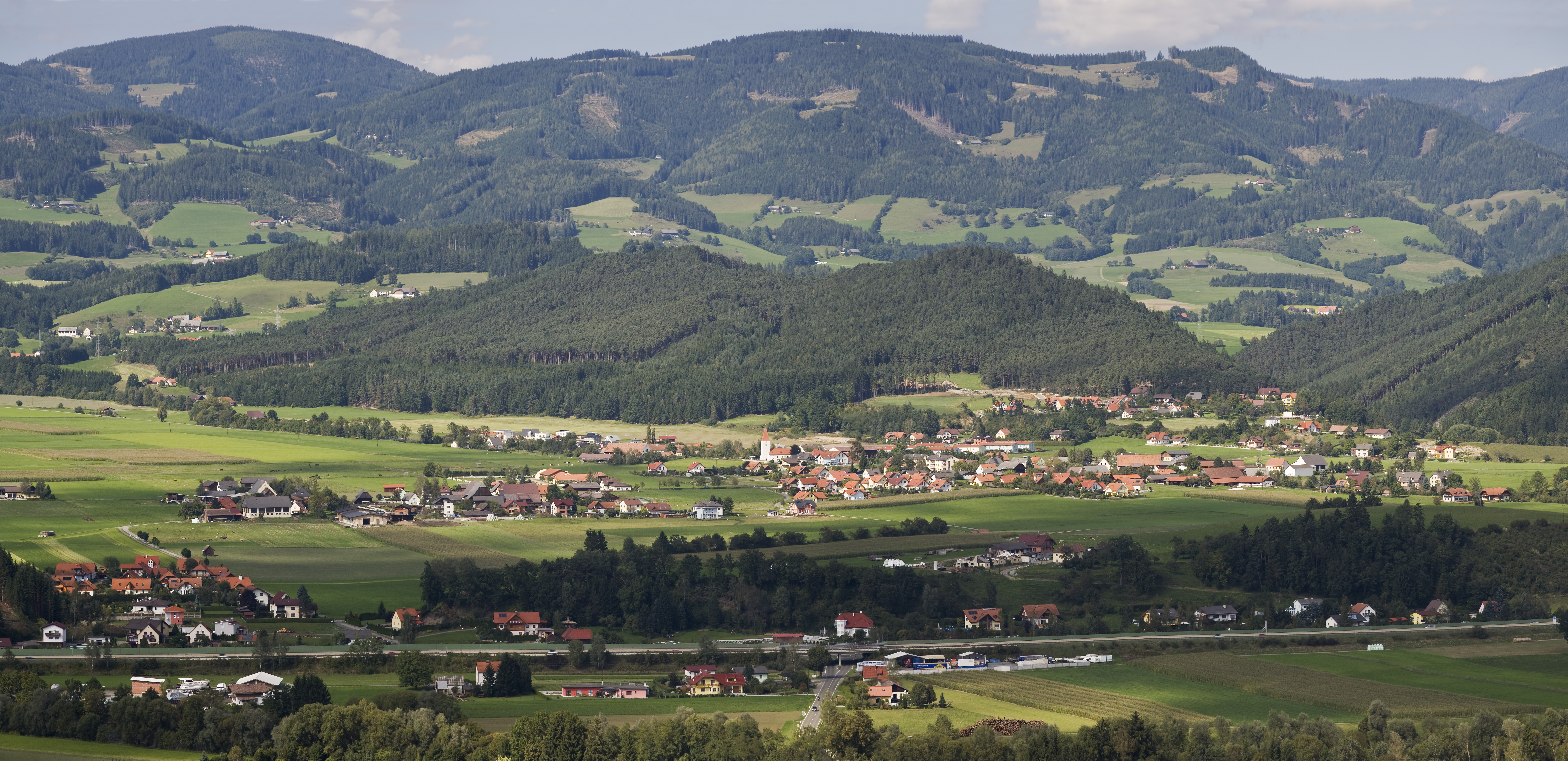
Feistritz bei Knittelfeld von Südwest

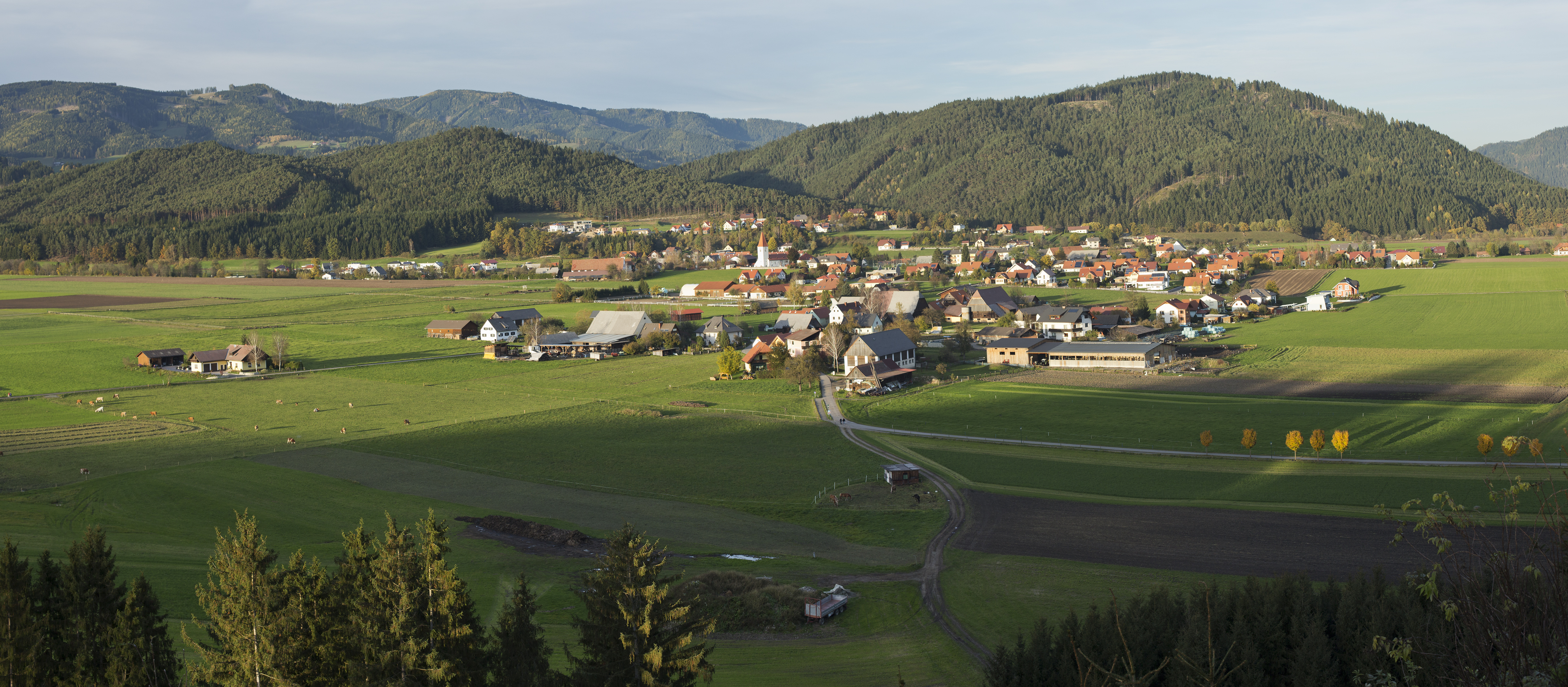
Altendorf und Feistritz bei Knittelfeld vom Sulzberg

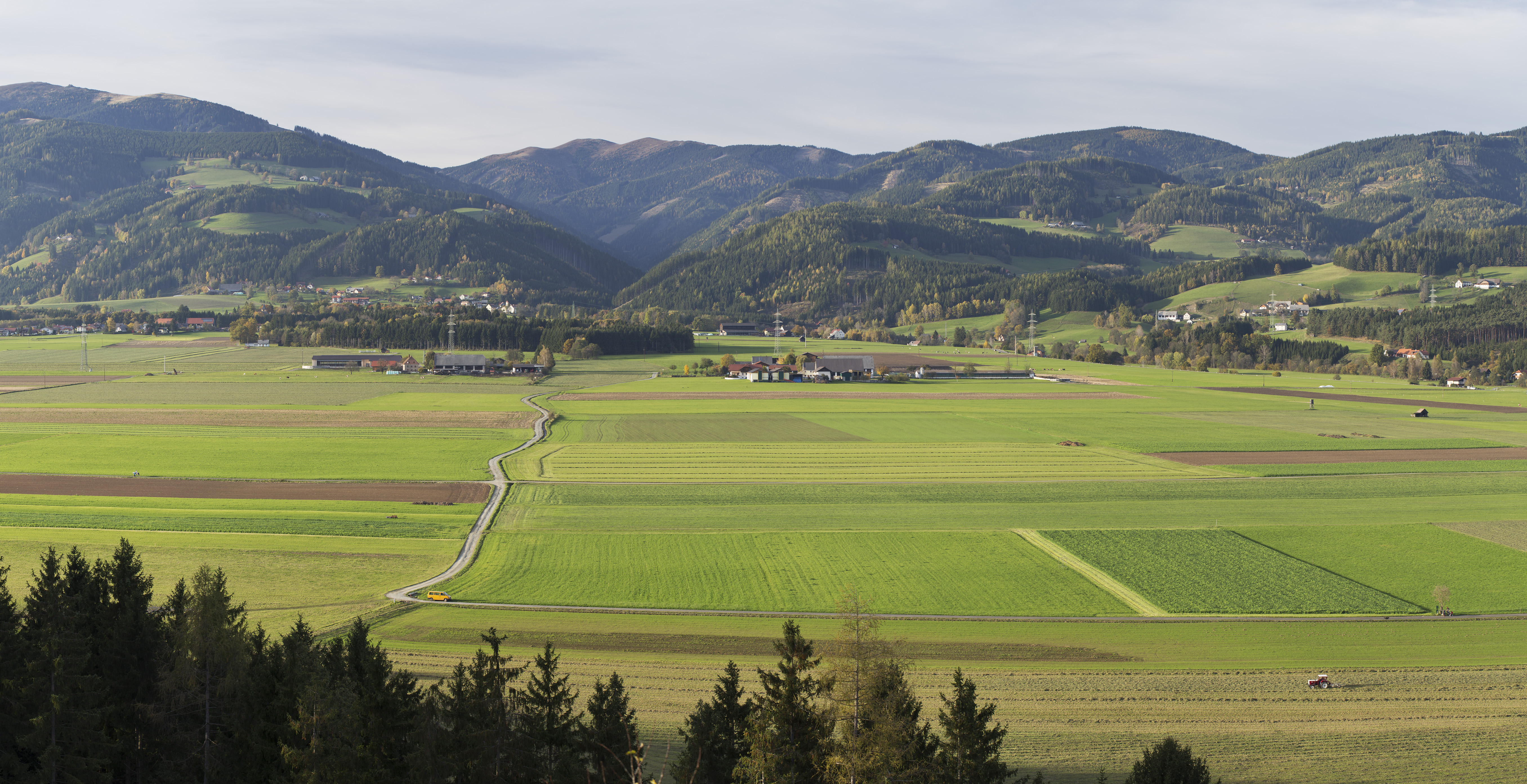
Mitterfeld und Moos von Süden

| St. Marein bei Knittelfeld | Kompassrose, die auf Nachbargemeinden zeigt | St. Lorenzen bei Knittelfeld |
| St. Marein bei Knittelfeld | St. Lorenzen bei Knittelfeld                | St. Lorenzen bei Knittelfeld |

## Geschichte
Es wird angenommen, dass schon vor Christi Geburt Kelten im Gebiet von Feistritz lebten, die sich als Goldsucher betätigten. Unter Kaiser Augustus wurde das keltische Königreich Noricum Teil des Römischen Reiches und Feistritz nahm die römische Kultur an. Aus dieser Zeit wurden in Feistritz zwei Römersteine gefunden, die später in der Kirche in Feistritz eingemauert wurden. Überliefert ist, dass bereits in der frühen Zeit der römischen Christianisierung eine Kirche gebaut wurde, die im Fentscher Moos versank. Zur Zeit der Völkerwanderung besiedelten Slawen den Ort und es kam zur Namensgebung Feistritz oder Fuistrica., wie der Ortsname Ende des 11. Jh. erstmals belegt ist. Der Name geht auf urslawisch *Bystrica (Wildbach, Bach mit klarem Wasser) zurück. Später wurde Feistritz von Deutschen besiedelt, welche ihre christlichen Priester aus Salzburg oder Bayern mitbrachten. So soll es 1075 schon zwei Kirchen im Mareinerboden gegeben haben.
1849/50 wurde die politische Gemeinde Feistritz errichtet.

## Politik
Letzter Bürgermeister in Feistritz war Peter Ring, der seit dem plötzlichen Tod des damaligen Bürgermeisters und Volksschuldirektors Heinz Schmied 1998 im Amt war.
Bei den Gemeinderatswahlen 2005 erzielte die SPÖ Feistritz mit 67,79 % einen Gewinn von 14,58 % und konnte so ein Mandat dazu gewinnen und insgesamt sechs Mandate erzielen. Die ÖVP bekam mit 32,21 % drei Mandate und verlor 8,66 % der Stimmen.
Nach den Gemeinderatswahlen am 21. März 2010 änderte sich an der Mandatsverteilung nichts, die SPÖ gewann 22 Stimmen hinzu (verlor aber 0,21 %), die ÖVP 12 Stimmen.

### Wappen
Die Verleihung des Gemeindewappens erfolgte mit Wirkung vom 1. Juni 1993.

Blasonierung (Wappenbeschreibung): „In rotem Schild ein silberner Balken mit drei schwarzen Kerben am unteren Rand, darüber ausgebrochen drei schwarze Scheiben, in die je ein Rautenblatt gotischer Form wächst.“

## Partnergemeinde
Feistritz unterhielt gemeinsam mit Sankt Lorenzen bei Knittelfeld eine Gemeindepartnerschaft mit der italienischen Stadt Grado. Jährlich gibt es Ausflüge dorthin und auch Vertreter aus Grado besuchen regelmäßig die beiden Orte. Feistritz und St. Lorenzen bringen außerdem jedes Jahr einen Christbaum nach Grado, welcher dort in der Weihnachtszeit die Basilika Sant’Eufemia schmückt. Obwohl die Partnerschaftsurkunde erst am 29. November 2003 offiziell unterzeichnet wurde, reicht der Kontakt und die Freundschaft der Gemeinden bis ins Jahr 1989 zurück.

## Wirtschaft
Feistritz ist für die Wirtschaft der Umgebung eher unbedeutend, jedoch gibt es einige Selbstvermarkter (vor allem im landwirtschaftlichen Bereich) und ein paar Gewerbebetriebe. Außerdem betreibt die Teerag-Asdag (eine Porr-Tochter) eine Asphaltmischanlage in Feistritz.

## Bildung
In Feistritz gibt es eine Volksschule und einen Kindergarten.
- Die Volksschule wurde am 4. November 1899 eröffnet und nach Sanierungsarbeiten in den 1970er und 1990er bekam sie ihr heutiges Aussehen.
- Seit 1975 gibt es einen Kindergarten in Feistritz, welcher zuerst im ersten Stock des ehemaligen Gemeindeamtes untergebracht war und sich seit 1986 im Gebäude des letzten Gemeindeamtes befindet.

## Kultur und Sehenswürdigkeiten

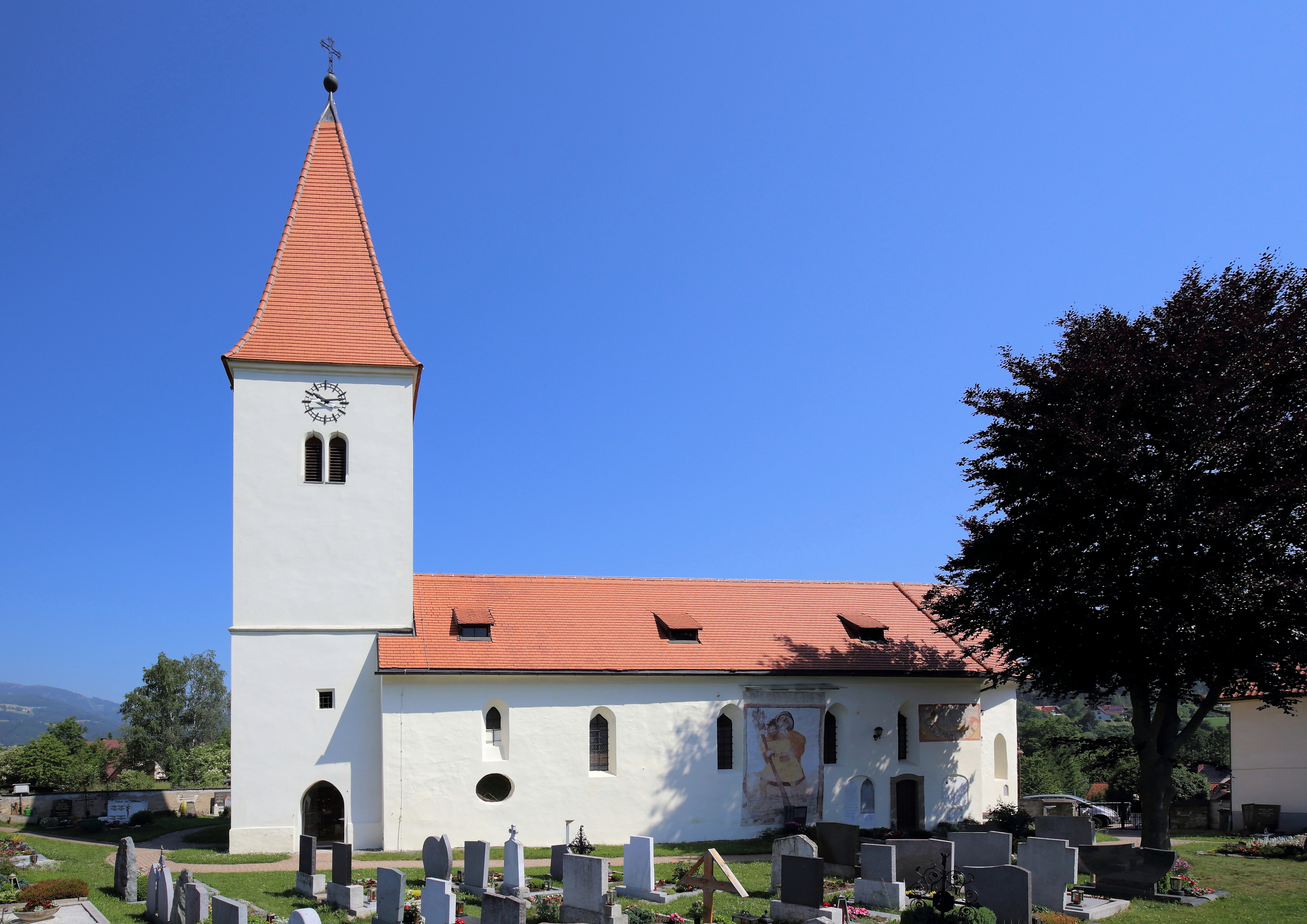
Filialkirche Feistritz bei Knittelfeld

- Katholische Filialkirche Feistritz bei Knittelfeld Hll. Johannes der Täufer und Johannes Evangelist
- Das ehemalige Gemeindeamt wurde in den Jahren 1984 bis 1986 unter dem damaligen Bürgermeister Heinz Schmied errichtet. Im Gebäude untergebracht sind außerdem ein Mehrzwecksaal für Veranstaltungen und der Kindergarten.

## Veranstaltungen
Nennenswerte Veranstaltungen in Feistritz sind vor allem das Dorffest und „Jugend Musiziert“, wo hauptsächlich Kinder und Jugendliche aus Feistritz und den umliegenden Gemeinden auftreten.
Relativ einzigartig in Österreich ist die Demolition Rallye, welche seit 2001 jedes Jahr vom „Motorsportclub Dietrich“ organisiert wird. Nachdem den Veranstaltern nach der Veranstaltung im Juli 2007 massive Umweltschädigung vorgeworfen wurde, war das Schicksal der Rallye ungewiss. Nach dem Wechsel der Organisationsleitung konnte die Demolition Rallye am 12. Juli 2008 erneut stattfinden. Die Veranstalter betonten dabei, sie würden sämtliche Auflagen strengstens kontrollieren. Es wurde bereits ein Ansuchen für die nächsten vier Jahre eingereicht.